# Lyncodon patagonicus
Lyncodon patagonicus är ett mårddjur i underfamiljen Mustelinae som förekommer i Sydamerika.

## Kännetecken
Denna art liknar grisoner men är mindre och har en annan tandformel. Pälsen är på ovansidan gråaktig, halsen, buken och extremiteterna är brunaktig till svart. Från huvudet till bägge skuldror går en vitaktig eller gul strimma. Kroppen är långsträckt men extremiteterna och svansen är jämförelsevis korta. Arten når en kroppslängd mellan 30 och 35 centimeter, en svanslängd mellan 6 och 9 centimeter och en genomsnittlig vikt av 225 gram.

## Utbredning och habitat
Som det vetenskapliga namnet antyder förekommer djuret i Patagonien, i södra och västra Argentina samt i södra Chile. Habitatet utgörs av gräsland.

## Levnadssätt
Det är inte mycket känt om artens levnadssätt. Troligtvis är den aktiv på gryningen och natten. På grund av tändernas utformning antas att dessa djur jagar i större mått andra djur än andra medlemmar i underfamiljen. Födan består antagligen av kamråttor och ökenmarsvin. Mårddjuret har förmåga att jaga dem i sina bon.

## Övrigt
Ibland hölls dessa djur som husdjur för att hålla farmen fri från råttor. Angående artens hotstatus finns inte mycket information. I Chile är djuret sällsynt. IUCN listar arten som livskraftig.